# Philodendron wadedavisii
Philodendron wadedavisii är en kallaväxtart som beskrevs av Thomas Bernard Croat. Philodendron wadedavisii ingår i släktet Philodendron och familjen kallaväxter. Inga underarter finns listade.